# 完顏宗本
完顏宗本（？—1150年），女真名完顏阿鲁，为金朝皇族，金太宗完顏晟的儿子。
皇统九年（1149年），以他為尚书省右丞相兼中书令、进太保，领三省事，為原王。完颜亮建议金熙宗不要对宗本重用。完颜亮篡位，以宗本为太傅，领三省事。天德二年（1150年），完颜亮让他到宫中击球，将其杀害。大定二年（1162年），金世宗追封宗本為潞王。

## 传記資料
- 《金史》